# Gałym Mambietalijew
Gałym Baubiekowicz Mambietalijew, ros. Галым Баубекович Мамбеталиев (ur. 26 kwietnia 1965 w Temyrtau, Kazachska SRR) – kazachski hokeista, reprezentant Kazachstanu, trener.

## Kariera zawodnicza
- Stroitiel Temyrtau (1980-1985)
- Awtomobilist Karaganda (1985/1986)
- Stroitiel Temyrtau (1986-1987)
- SKA Nowosybirsk (1987-1989)
- SK Urickogo Kazań (1989)
- Awtomobilist Karaganda (1989-1990)
- Stroitiel Temyrtau (1990-1991)
- Bułat Temyrtau (1991-1994)
- Stroitiel Karaganda (1994/1995, 1995/1996)
- Nieftianik Almietjewsk (1994/1995, 1995/1996)
- Bułat Temyrtau (1996-1998)
- Mieczeł 2 Czelabińsk (19948)
- Mostowik Kurgan (1998-2002)
  -  Mostowik 2 Kurgan (2001/2002)

W trakcie kariery grał w klubach rozgrywek radzieckich, drugim i trzecim, a potem także w ligach rosyjskich i kazachskiej.
W barwach reprezentacji Kazachstanu brał udział w rozgrywce o Puchar Azji w sezonie 1994/1995.

## Kariera trenerska
- CSKA Temyrtau (2003-2004), główny trener
- Barys Astana (2004-2005), główny trener
- Saryarka Karaganda (2006-2008), główny trener
- Reprezentacja Kazachstanu (2008-2012), asystent trenera
- Barys Astana (2009-2010), asystent trenera
- Barys 2 Astana (2010-2011), asystent trenera
- Snieżnyje Barsy Astana (2011-2012, 2013-2017), główny trener
- Reprezentacja Kazachstanu do lat 20 (2011-2012), asystent trenera
- Reprezentacja Kazachstanu do lat 20 (2016-2017), główny trener
- Barys Astana (2017-2018), asystent trenera
- Barys Astana (2018), p.o. głównego trenera
- Reprezentacja Kazachstanu (2018), główny trener
- Nomad Astana (2022-), główny trener

W początkowych latach prowadził kluby w lidze kazachskiej. Podjął pracę w narodowej federacji i pełnił funkcję asystenta przy seniorskiej reprezentacji Kazachstanu w turniejach mistrzostw świata edycji 2009 (Dywizja I), 2010, 2012 (Elita) oraz przy kadrze do lat 20 w turnieju mistrzostw świata juniorów do lat 20 edycji 2012 (Dywizja IB). Pracował w sztabie zespołu Barys Astana, uczestniczącego w rosyjskich rozgrywkach KHL, a od 2011 do 2012 i ponownie od 2013 do 2017 przez pięć sezonów prowadził ekipę Snieżnyje Barsy Astana, występującą w rosyjskich juniorskich rozgrywkach MHL. W ostatnim roku tej pracy samodzielnie był selekcjonerem kadry kraju do lat 20 na turnieju MŚ do lat 20 edycji 2017. W maju 2017 wszedł do sztab trenerskiego Barysu Astana, a po zwolnieniu głównego szkoleniowce Jewgienija Korieszkowa od początku stycznia 2018 pełnił funkcję p.o. głównego trenera. W kwietniu 2018 został głównym trenerem narodowej reprezentacji, prowadząc drużynę w turnieju MŚ edycji 2018 (Dywizja IA). W lipcu 2022 został ogłoszony szkoleniowcem Nomadu Astana.

## Sukcesy i osiągnięcia
Zawodnicze klubowe
- Brązowy medal mistrzostw Kazachstanu: 1993, 1994 z Bułatem Temyrtau, 1995 ze Stroitielem Karaganda
- Srebrny medal mistrzostw Kazachstanu: 1996 ze Stroitielem Karaganda, 1998 z Bułatem Temyrtau

Trenerskie klubowe
- Srebrny medal mistrzostw Kazachstanu: 2011 z Barysem 2 Astana

Trenerskie reprezentacyjne
- Awans do Elity mistrzostw świata: 2009